# Steven Weinberg
Steven Weinberg (New York, 3. svibnja 1933. – Austin, 23. srpnja 2021.), američki teorijski fizičar. Diplomirao (1954.) na Sveučilištu Cornell, doktorirao (1957.) na Sveučilištu Princeton. Profesor na Kalifornijskom sveučilištu u Berkeleyu i na Harvardu. Bavi se kozmologijom i fizikom elementarnih čestica. S A. Salamom i S. L. Glashowom dobio Nobelovu nagradu za fiziku 1979. za razvoj elektroslabe teorije.

### Elektroslaba teorija
Elektroslaba teorija je teorija ustanovljena pri pokušajima formulacije konzistentne teorije slabih međudjelovanja, po uzoru na kvantnu elektrodinamiku. Konstrukciju takve teorije započeli su u 1960-ima S. L. Glashow, A. Salam i S. Weinberg, temeljeći je na četirima prijenosnicima sile od kojih su dva nabijena, a dva neutralna. Eksperimentalna potvrda dodatne, neutralne slabe struje, koju ta konstrukcija predviđa, donijela je tim autorima Nobelovu nagradu za fiziku 1979. Za samu matematičku formulaciju te teorije, koja omogućuje i njezinu iscrpnu eksperimentalnu provjeru, 1999. dodijeljena je još jedna Nobelova nagrada za fiziku G. ’t Hooftu i M. Veltmanu.